# Ectasiocnemis anchoralis
Ectasiocnemis anchoralis es una especie de coleóptero de la familia Scraptiidae.

## Distribución geográfica
Habita en Japón.